# Norwegian Air Sweden
Norwegian Air Sweden AOC AB ist eine schwedische Billigfluggesellschaft mit Sitz und Basis auf dem Flughafen Stockholm/Arlanda. Sie ist eine Tochtergesellschaft der Norwegian Air Shuttle.

## Geschichte
Ende November 2018  erteilte die schwedische Transportagentur das Air Operator Certificate (AOC) für Norwegian Air Sweden. Am 20. November erhielt die Fluggesellschaft ihre erste Boeing 737 Max 8. Am 6. Dezember 2018 nahm Norwegian Air Sweden den kommerziellen Flugbetrieb auf. Am 12. März 2019 musste die Gesellschaft einen Teil ihrer Flotte stilllegen, da nach zwei schweren Unfällen für Flugzeuge des Typs Boeing 737 MAX 8 ein Betriebsverbot wurde, die Fluggesellschaft zu dem Zeitpunkt jedoch lediglich drei Maschinen dieses Typs besaß.
Am 10. Mai 2021 übertrug Norwegian sieben Boeing 737-800, die auf Norwegian Air Sweden registriert waren, an eine neu gegründete schwedische Tochtergesellschaft mit eigenem AOC, die rechtlich als Norwegian Air Sweden AOC AB eingetragen wurde. Kurz darauf wurde der Konkurs der vorherigen Tochtergesellschaft von Norwegian Air Sweden als Teil des Umstrukturierungsprozesses von Norwegian Air Shuttle vermeldet. Im Juni 2021 wurden die verbleibenden Flugzeuge von Norwegian Air Sweden auf die neue Norwegian Air Sweden AOC übertragen, welche den gesamten Flugbetrieb von Norwegian außerhalb Norwegens übernehmen würde. Der Flugbetrieb unter dem neuen AOC begann am 31. Oktober 2021.

## Flugziele
Norwegian Air Sweden führt vom Flughafen Stockholm/Arlanda Flüge zu europäischen Zielen aus.

## Flotte

### Aktuelle Flotte
Mit Stand Januar 2024 bestand die Flotte der Norwegian Air Sweden aus 40 Flugzeugen mit einem Durchschnittsalter von 7,1 Jahren:
| Flugzeugtyp      | Anzahl | bestellt | Anmerkungen                                        | Sitzplätze  | Durchschnittsalter |
| ---------------- | ------ | -------- | -------------------------------------------------- | ----------- | ------------------ |
| Boeing 737-800   | 26     | 3        | zwei inaktiv; übernommen von Norwegian Air Shuttle | 186 (-/186) | 9,9 Jahre          |
| Boeing 737 Max 8 | 14     | 3        | eine inaktiv                                       | 189 (-/189) | 1,9 Jahre          |
| Gesamt           | 40     | 6        |                                                    |             | 7,1 Jahre          |

Zehn Boeing 737-800 (SE-RPD, SE-RPE, SE-RPF, SE-RPG, SE-RPH, SE-RPJ, SE-RPI, SE-RPK, SE-RPL und SE-RPM), die sich im Eigentum der irischen Torefjorden DAC, einer Tochtergesellschaft von Norwegian Air Shuttle befanden, sollten vom Kredittreuhänder Wilmington Trust Company am 29. März 2021 zwangsversteigert werden. Nach erfolgreicher Restrukturierung sind die Flugzeuge allerdings weiterhin im Einsatz für Norwegian.

### Ehemalige Flugzeugtypen
- Boeing 787-9